# Jean-Marc Bustamante
Jean-Marc Bustamante (* 1952 in Toulouse) ist ein französischer Maler, Bildhauer und Fotograf.

## Leben
Jean-Marc Bustamante studierte Betriebswirtschaft, bevor er sich, mit Unterstützung des Stilllebenfotografen Denis Brihat und William Klein, für den er als Assistent arbeitete, der Fotografie zuwandte.
Im Jahr 1983 begegnete er dem Bildhauer Bernard Bazile, mit dem er drei Jahre lang zusammenarbeitete und unter dem gemeinschaftlichen Pseudonym Bazilebustamante ausstellte.
Bustamante unterrichtet derzeit an der École nationale supérieure des beaux-arts in Paris im Bereich Multimedia.
Im April 2010 ist er auf einen Lehrstuhl für Malerei und Grafik an der Akademie der Bildenden Künste München berufen worden.

## Werk
Jean-Marc Bustamantes Werk ist gekennzeichnet durch einen Austausch zwischen Skulptur, Malerei und Fotografie, wobei er seine Aufmerksamkeit hauptsächlich der Fotografie widmet. In seinen "Photographischen Bildern" versucht er, diese verschiedenen Medien zusammenzubringen und verändert so unsere Wahrnehmung dieser Medien.
Im Jahr 1978 begann er, großformatige Farbfotografien zu schaffen, die er Tableaux betitelte. Bekannt wurde er vor allem durch seine in den Vorstädten von Barcelona entstandenen Bilder, die den Raum der Stadtgrenze illustrieren.
In jüngerer Zeit bevorzugt er Plexiglas als Bildträger. Sein Interesse gilt insbesondere auch der Farbe.
Im Jahr 2003 gestaltete der Künstler den Pavillon der Biennale in Venedig.

## Ausstellungen
Jean-Marc Bustamante stellt seit 1977 regelmäßig in europäischen Galerien aus (Frankreich, Deutschland, Niederlande, Belgien, Schweiz, Italien, Spanien, Österreich …). Er zeigte seine Werke in den USA und in Kanada (ab 1993), in Japan (ab 1994) und in Israel (1997).
Nennenswert ist die große Ausstellung des Jahres 2006 im Kunsthaus Bregenz, wo Jean-Marc Bustamante vier Etagen belegte und außerhalb des Museumsgebäudes eine Lichtinstallation schuf, sowie seine Zusammenarbeit mit dem amerikanischen Künstler Ed Ruscha für die Ausstellung L'horizon chimérique im Musée d’Art Moderne et Contemporain de Strasbourg.
Auswahl seiner Ausstellungen:
1977
- Jean-Marc Bustamante Critiques / Images. Art en action, Galerie municipale du Château d’Eau, Toulouse

1987
- documenta 8, Kassel

1989
- Jean-Marc Bustamante, Kunsthalle Bern, Bern, Katalog, Text von Alain Cueff und Ulrich Loock

1990:
- Bustamante, Museum Haus Lange, Krefeld
- Paysages, intérieurs, Musée d’art moderne de la Ville de Paris, Paris

1992
- Jean-Marc Bustamante, Stedelijk Van Abbemuseum, Eindhoven
- documenta IX, Kassel

1993
- Jean-Marc Bustamante, The Renaissance Society at the University of Chicago, Chicago (traveling exhibition: Art Gallery of York University, Toronto, Katalog, Text von Jean-François Chevrier)
- Jean-Marc Bustamante, Tableaux 1978-1982, Musée départemental de Rochechouart, Katalog, 1994, Text von Jacinto Lageira
- Jean-Marc Bustamante: A World at Time, CRG Art Incorporated, New York

1994
- Jean-Marc Bustamante Tableaux & Stationnaire, Fonds régional d'art contemporain Languedoc-Roussillon, Galerie d’Eole, Montpellier
- Tableaux 1978-1983, Kunsthalle Bern, Bern, Katalog, Text von Jacinto Lageira
- A world at a time, Kunstmuseum, Wolfsburg, Katalog, Vorwort von Gijs Van Tuyl, Texte von Catherine Franckblin und Uta Grosenick
- Un monde à la fois, Synagogue, Delme
- Jean-Marc Bustamante, Un monde à la fois, L’aquarium, Ecole des Beaux-Arts de Valenciennes

1995
- Serena, Skulpturenpark am Kröller-Müller-Museum, Otterlo

1996
- Jean-Marc Bustamante, Galerie nationale du Jeu de Paume, Paris, Katalog

1997
- Documenta X, Kassel

1998
- Something is missing, Tate Gallery, London

1999
- Retrospective de l’œuvre photographique, Centre national de la Photographie, Paris

2000
- Neues Kunstmuseum, Luzern

2001
- Jean-Marc Bustamante: Long Playing Deichtorhallen, Hamburg

2003
- Pavillon français, 50. Biennale Venedig

2006
- Beautifuldays, Kunsthaus Bregenz
- Beau fixe Musée d'art moderne Saint-Étienne Métropole, Saint-Étienne (18. Mai bis 23. Juli 2006)

2007
- L'horizon chimérique Gemeinschaftsausstellung mit Ed Ruscha, Musée d’Art Moderne et Contemporain, Straßburg.